# هرمسية
الهرمسية (بالإنجليزية: Hermeticism) هي تقليد ديني وفلسفي مستقاة من كتاب منحول ينسب إلى هرمس (المثلث العظمة) والتي أثرت على التعاليم الباطنية الغربية بشكل كبير والتي تعتبر من أهم العوامل خلال عصري النهضة والإصلاح. يزعم هذا التقليد أنه مستقًى من لاهوت قديم، وهو المبدأ الذي يؤمن بوجود لاهوت واحد حقيقي أعطى للإنسان في الزمن الغابر ومنه تطورت بقية الأديان. معظم أهمية الهرمسية هي في تأثيرها الكبير في ظهور ونمو الفكر العلمي بين سنة 1300 و 1600 ب.م. فالأهمية التي أعطتها لفهم والتحكم بالطبيعة جعلت العلماء يهتمون بعالم السحر ومؤثراته مثل الخيمياء والتنجيم، والتي اعتقد بالقدرة على امتحان الطبيعة عن طريق التجارب. وبالتالي، فإن الكتابات حول هرمس جذبت اهتمام العلماء.

## التسمية
الهرمسية هي مصطلح مستقى من كلمة «هيرمس» اليونانية والتي ترمز لإله الإغريق.

## التاريخ

### العصور القديمة المتأخرة

عصا هرمس، رمز الهرمسية

برزت الهرمسية في العصور القديمة المتأخرة بالتوازي مع المسيحية الأولى، والغنوصبة والأفلاطونية المحدثة ومهتفو الوحي الكلدانية ونبؤات أورفيوس والأدب الفيثاغوري. من ميزات هذه الفئات رفضها الانصياع للفكر الخالص والإيمان على حد سواء.
مجموعة الكتب المسمات "الكتابات الهرمسية، كانوا جزءا من نهضة توافق الأضاد والفكر الإلحادي الذي نمت بين القرنين الثالث والسابع الميلادي. هذه النصوص التي تلت المسيحية الإغريقية، ركزت على وحدانية الله وخيره، كما تشجع على تحرير النفس من الشرور وعبادة الأوثان. وكانت الحوار هو النمط الأدبي المعتمد. وكان هرمس مثلث العظمة يدرس طالب محتار في مجالات مختلفة حول الحكمة المستترة.

## الفلسفة الهرمسية
تشير الهرمسية إلى الإله الأعلى بمصطلح «الله»، الـ«كل» أو «الواحد». المطلق هو التركيز المركزي للهرمسية، لذلك لا يمكن تصنيفها بحسب الديانات التقليدية وحتى ليس على مقياس بين الديانة توحيدية أو الديانات المتعددة الإلهه بل تتعداهم. تشدد تعاليمها عن وجود إله غير محسوس نحن والكون يتشاركون به. كما تعترف بوجود كائنات أخرى مثل الألهة والملائكة والجن في الكون.

### اللاهوت القديم
تؤمن الهرمسية باللاهوت القديم الذي أعطي للبشرية في الزمن الغابر والذي هو أساس كل الديانات.

### كما في الأعلى كذلك في الأسفل
هذه فلسفة ظهرت في اللوحة الزمردية المنسوبة لمثلث العظمة مع إنها مذكورة في الفيدا. والمعنى بها أن أي شيء يحدث في أي من المستويات (المادي أو العاطفي أو العقلي) يؤثر في كل المستويات الأخرى. ويكثر استعمال هذا المبداء على مستوى المايكروكوزم (أي المستوى الفردي) أو الماكروكوزم (أي مستوى الكون).

### أقسام حكمة كافة الكون الثلاث
يؤمن الهرمسيون بثلاث أقسام للحكمة:
- الخيمياء: تبحث في أمور تتعلق بتحويل المواد الرخيصة مثل الرصاص إلى معدن نفيس مثل الذهب. وتذهي إلى مستوى بحث أمور التحويل الروحي للحياة، والمادي عن طريق دراسة الولادة والموت والعودة إلى الحياة.
- التنجيم: زعم هرمس أنه تعلم التنجيم على يدي زراداشت. فهم يؤمنون أن لحركة الكواكب معاني وتأثيرات تتعدى المجال الفيزيائي إذ أنها تمثل فكر الله لذا لها تأثير على الأرض لكنها لا تجبرنا على اتخاذ القرارات. والحكيم هو من يفهم هذه التأثيرات ويتعامل معها بشكل بناء.
- السيمياء: وهو السحر الإلاهي الذي يعتمد على قدرة الاهية للتحكم بالطبيعة. وهو عكس السحر الأسود الشرير. والسيمياء (بالإنجليزية: Theurgy)‏ مصطلح يعني «علم وفن العمل الإلهي».

### الحياة المتعاقبة
يؤمن الهيرمسيون بالتقمص والعودة إلى الحياة بعد الموت كوسيلة للارتقاء إلى الواحد الأعلى.

### الخير والشر
يشرح هرمس أن «الحكمة والمعرفة» تولدان الخير والشر بحسب إن كان الوحي من الله أو من الشياطين. من الشرور عندهم: الزنى، القتل، العنف تجاه الوالدين، تدنيس المقدسات، الفجور، الخنق، الانتحار وكل الأعمال الشيطانية. أما الخير فهو الله فقط.

### نشأة الكون
لقد تعلم هيرمس قصة الخليقة من الله نفسه، فالله خلق المواد الابتدائية التي هي كيان الكون، ثم فصل العناصر الأربعة: الماء، النار، الهواء والتراب. ثم أمر الله العناصر بتكوين السماوات السبع (عطارد، زهرة، جوبتر، زحل، الشمس، القمر الذي يدورون ليفرضوا القضاء).

## الهرمسية كديانة
اعتبر توبياس تشورتن أن الطريقة الهرمسية كانت وسطية ومرنة تعرض فلسفة دينية متسامحة، تركز على وجودية الفكر اللامحدودة في المكان وفكرة طاهرة عن الإله المعبود والكون والذاتية الفردية، والتشجيع الإيجابي للباحث عن الروحانية. وكل هذا، يمكن المريد أن يأخذها إلى أي مكان.

### النصوص الدينية والفلسفية
ينسب الهرمسيون 42 كتابا إلى «مثلث العظمة» مع إمكانية وجود كتب أكثر له قد تكون قد دمرت في عند حريق مكتبة الإسكندرية الكبرى عام 30 ق.م. ويوجد حاليا 3 كتب أساسية تحوى الفكر الهرمسي وهي:
- متون هرمس: هي من أشهر النصوص الهرمسية. مؤلفة من 18 فصلا تحوى نقاشات مثلث العظمة مع العديد من الرجال. يعرض الفصل الأول نقاش بين بوميندارس (الذي يعرف بأللإله) وهرمس في ما يعد أول اتصال بينهما. وفي بقية الفصول، يقوم هرمس بتدريس آخرين.
- اللوحة الزمردية: هو عمل قصير مشهور بالجملة «كما في السماء كذلك على الأرض» التي تمثل أهم أفكار الأوساط الباطنية. كما تعرض أنواع الحكمة الثلاث التي تحكم الكون. ويقول هرمس أن معرفته بهذه الحكم الثلاث منحه لقب «مثلث العظمة».
- العظة الكاملة: وتعرف أيضا بالأسليبيوس أو الجدال الكامل أو ألتعليم المتقن. وهي مماثلة للمتن الهرمسي. يقدر أنها كتبت ما بين القرنين الثاني والثالث الميلادي.

ومن الكتابات الأخرى، «جدلية أيزيس مع حورس» وهو نص طويل حول سقوط الإنسان، «تعاريف هرمس لأسليبيوس» وبعض المقاطع الموجودة في منشورات ستوبيوس.
و من الكتابات المتبعة في الهرمسية والتي تقل أهمية عن ما ذكر:
- كيباليون: الفلسفة الهرمسية: كتاب نشر عام 1912 كتبه ثلاث أشخاص عرفوا أنفسهم بـ«المبتدئون الثلاث» ويشرح العديد من المفاهيم الهرمسية.
- تحقيق إيحائي في الفلسفة الهرمسية والخيمياء: كتبته Mary Anne Atwood ونشر لأول مرة عام 1850 ميلاديا. سحبته أتوود من التداول بعد طبعه. بعد وفاتها، أعادت نشره صديقتها إيزابيل دي شتايغر التي كانت عضوا في «الفجر الذهبي».

استخدم كتاب «تحقيق إيحائي» كمرجع للعديد من الأعمال الكتابية نشره أعضاء في جماعة «الفجر الذهبي»:
- كتب أرثر إدوارد وايت كتابين: «المتحف الهرمسي» و «ترميم وتوسيع المتحف الهرمسي». كما أشرف على تحرير «كتابات باركيلسوس الهرمسية والخيميائية». وكان وايت هرمسيا نشطا وهو من أضاف كلمة «هرمسية» إلى جماعة «الفجر الذهبي».
- ويليام وين ويسكوت: حرر سلسلة من الكتب سماها: «المجموعة الهرمسية».
- «التعريف بالهرمسية»: وهي ترجمة إنكليزية لأعمال باردون التي تتناول ملاحظة النفس من خلال الطريقة الهرمسية.

## الجمعيات الهرمسية
تم تأليف جمعيات هرمسية بالسر عندما سحبت الكنيسة المسيحية الاعتراف بهم وأصبحت التعاليم الباطنية الغربية غارقة في الفكر الهرمسي. ومن أهم العوامل محاولات ديلا ميراندولا دمج التعاليم المسيحية بالكابالا اليهودية مما جعل الهرمسية مفهوم سهل استعابه في عصر النهضة الأوروبية. في أواخر العصور الوسطى وبدايات عصر النهضة تم تأليف عدة جماعات هرمسية. وفي القرن التاسع عشر، تم إحياء السحر الهرمسي من جديد في أوروبا الغربية والتي كان يمارسها جماعات هرمسية مثل الفجر الذهبي وجماعة الشمس الذهبية وراغون. كما مارسها أفراد مثل ايليفاس ليفي، ويليام بتلر ييتس، أرثر ماشن، فريدريك هوكلي وكينيث ماكنزي.

### الصليب الوردي
الصليبية الوردية هي جماعة اعتنقت الهرمسية ويعود تأسيسها إلى القرن السابع عشر الميلادي. تتألف الجماعة من مجموعة داخلية مركزية سرية ومجموعة خارجية عامة. يتبع نظامها الهيكلية الهرمية إذ يترقى الفرد من الدرجات السفلى إلى العليا عند الإلمام بالمعرفة المطلوبة. تعتمد طريقتهم على الفلسفة واكابالا والسحر الإلاهي. يستعملون الوردة (التي تمثل الروح) الصليب (الذي يمثل الجسد). والوردة المنفتحة تمثل حصول الروح على إدراك متعال، من خلال العيش في جسد على المستوى المادي.

### جماعة الفجر الذهبي الهرمسي
جماعة الفجر الذهبي الهرمسية هي جماعة تتبع الطريقة الهرمسية وتعلم الخيمياء والكابالا وسحر هيرمس مع مبادئ العلم الباطني. بخلاف جمعيات الصليب الوردي الأخرى، سمحت الجماعة بالتحاق النساء بعضوية كاملة ومتساوية مع الرجال. الزمت الجماعة أعضائها بالحفاظ على سرية نشاطاتهم وأفكارهم وتعاليمهم لأعلى الدرجات وكانت تنزل عقوبات بالذين يفشون أي من أسرارها. أفشى أليستر كراولي عام 1905 وإسرائيل ريكاردي عام 1940 بأسرار الجماعة وبالطقوس المتبعة وتعاليمهم إلي العامة. تعد ستيلا ماتوتينا الجمعية التي خلفت الفجر الذهبي.

### المسيحية النخبوية
ما يزال للهرمسية تأثير كبير في الحركات النخبوية المسيحية وبخاصة المارتينية.